# Eivar Widlund
Eivar Widlund (Örebro, 15 giugno 1906 – Stoccolma, 15 marzo 1968) è stato un calciatore svedese, di ruolo portiere.

## Statistiche

### Presenze e reti nei club
| Stagione        | Squadra         | Campionato      | Campionato | Campionato |
| Stagione        | Squadra         | Comp            | Pres       | Reti       |
| --------------- | --------------- | --------------- | ---------- | ---------- |
| 1928-1929       | AIK             | Allsvenskan     | 6          | -?         |
| 1929-1930       | AIK             | Allsvenskan     | 22         | -?         |
| 1930-1931       | AIK             | Allsvenskan     | 22         | -?         |
| 1931-1932       | AIK             | Allsvenskan     | 21         | -?         |
| 1932-1933       | AIK             | Allsvenskan     | 17         | -?         |
| 1933-1934       | AIK             | Allsvenskan     | 13         | -?         |
| 1934-1935       | AIK             | Allsvenskan     | 22         | -?         |
| 1935-1936       | AIK             | Allsvenskan     | 8          | -?         |
| Totale carriera | Totale carriera | Totale carriera | 131        | -168       |

### Cronologia presenze e reti in Nazionale
| Cronologia completa delle presenze e delle reti in nazionale ― Svezia | Cronologia completa delle presenze e delle reti in nazionale ― Svezia | Cronologia completa delle presenze e delle reti in nazionale ― Svezia | Cronologia completa delle presenze e delle reti in nazionale ― Svezia | Cronologia completa delle presenze e delle reti in nazionale ― Svezia | Cronologia completa delle presenze e delle reti in nazionale ― Svezia | Cronologia completa delle presenze e delle reti in nazionale ― Svezia | Cronologia completa delle presenze e delle reti in nazionale ― Svezia |
| Data                                                                  | Città                                                                 | In casa                                                               | Risultato                                                             | Ospiti                                                                | Competizione                                                          | Reti                                                                  | Note                                                                  |
| --------------------------------------------------------------------- | --------------------------------------------------------------------- | --------------------------------------------------------------------- | --------------------------------------------------------------------- | --------------------------------------------------------------------- | --------------------------------------------------------------------- | --------------------------------------------------------------------- | --------------------------------------------------------------------- |
| 28-9-1930                                                             | Helsinki                                                              | Finlandia                                                             | 4 – 4                                                                 | Svezia                                                                | NM 1929-32                                                            | -4                                                                    |                                                                       |
| 8-7-1931                                                              | Sandviken                                                             | Svezia                                                                | 3 – 1                                                                 | Estonia                                                               | Amichevole                                                            | -1                                                                    |                                                                       |
| 16-5-1932                                                             | Stoccolma                                                             | Svezia                                                                | 7 – 1                                                                 | Finlandia                                                             | Amichevole                                                            | -1                                                                    |                                                                       |
| 12-6-1932                                                             | Stoccolma                                                             | Svezia                                                                | 3 – 1                                                                 | Belgio                                                                | Amichevole                                                            | -1                                                                    |                                                                       |
| 17-7-1932                                                             | Stoccolma                                                             | Svezia                                                                | 3 – 4                                                                 | Austria                                                               | Amichevole                                                            | -4                                                                    |                                                                       |
| Totale                                                                |                                                                       | Presenze                                                              | 5                                                                     |                                                                       | Reti                                                                  | -11                                                                   |                                                                       |

## Palmarès

### Competizioni nazionali
- Campionato svedese: 1

AIK: 1931-1932